# Tandpetare

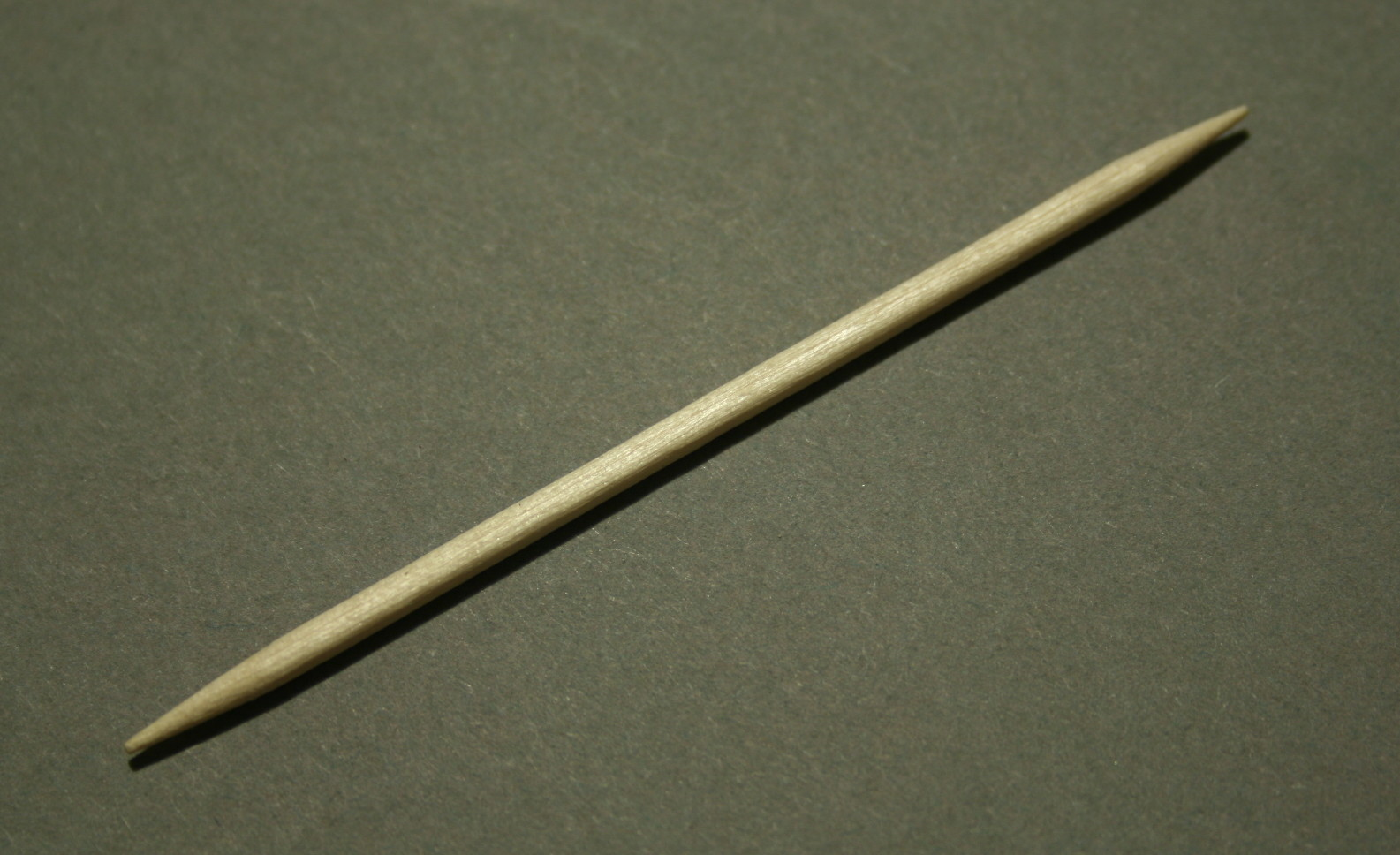
Tandpetare.

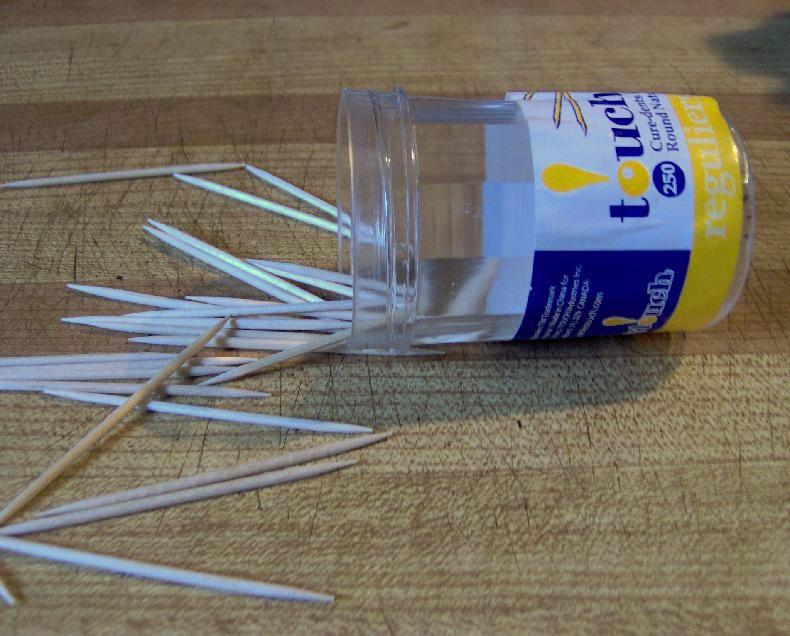
Burk med tandpetare.

En tandpetare är ett kort spetsigt föremål, oftast tillverkat av trä eller plast, vanligast är dock trä. Den används främst för att peta bort matrester som sitter kvar efter måltiden. Den används även för att hålla ihop maträtter som snittar och rullader, och frukter/bär i cocktailar. Även för att kontrollera om grönsaker och rotfrukter är färdigkokta.
Vanliga rundade tandpetare, som finns på exempelvis restauranger, är gjorda för att peta bort matrester men inte för att rengöra mellan tänderna såsom en så kallad tandsticka.
En tandsticka är trekantig och finns i flera storlekar. Den är anpassad för just rengöring mellan tänderna och lämpar sig särskilt för personer med gluggar mellan tänderna. Tandsticka är ett alternativ till mellanrumsborste och tandtråd.